# Wafdpartiet
Wafdpartiet (arabiska: حزب الوفد) var ett högerliberalt och nationalistiskt politiskt parti i Egypten grundat år 1919. Det var det största politiska partiet i landet under sin existens, ofta regeringsbärande, och arbetade för införandet av ett parlamentariskt statsskick. Wafdpartiet motarbetades ofta av Egyptens kungahus samt den gamla ockupationsmakten Storbritannien och förbjöds slutligen efter 1952 års revolution. År 1978 skapades Nya Wafdpartiet som dock inte är en juridisk efterträdare till det gamla partiet.

## Historia

### Bakgrund

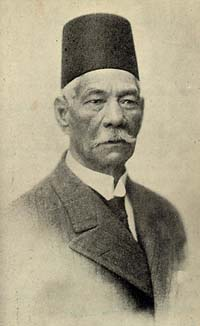
Saad Zaghlu. Fotot är från 1926 eller tidigare.

Wafdpartiet uppstod efter att den egyptiska delegationen till fredskonferensen i Paris 1919 hade avvisats av de europeiska stormakterna och hindrats från att göra sina krav på självständighet hörda. I Egypten rådde en djupt nationalistisk stämning hos folket, landets lydställning till Storbritannien hade resulterat i utbrett missnöje och fick den dåligt organiserade självständighetsrörelsen att bilda ett politiskt parti för att bättre driva sin plattform. Namnet kom av arabiskans Wafd ("delegation"), åsyftande de nationalister som under ledning av Saad Zaghlul Pascha for till Europa år 1919 men i slutändan förbjöds att besöka vare sig fredskonferensen eller den brittiska regeringen i London. Den egyptiska delegationen, som inkluderade representanter från diverse sociala och politiska grupper, fortsatte att propagera för att britterna skulle lämna landet och Saad Zaghlul med flera skickades därför i exil. Domen mot nationalistledarna ledde till 1919 års egyptiska revolution mot britternas kontroll över landet. De brittiska myndigheterna tillät de nationalister som hade deporterats att återvända hem i hopp om att splittra oppositionen, men effekten blev den motsatta och Wafdpartiet övergick från att vara en löst sammansatt koalition till ett enhetligt politiskt parti.

### Väg till regeringsmakten
Parlamentsvalet i Egypten 1923-1924 var det första valet i landet sedan det blivit formellt självständigt från Storbritannien. Det var även det första valet efter utfärdandet av 1923 års författning som medförde många liberala reformer av det politiska systemet. Fortfarande rådde dock censusrösträtt vilket nationalistledaren Saad Zaghlul opponerade sig mot. Wafdpartiet vann totalt 188 av 215 mandat i Egyptens deputeradekammare och lät både muslimer och kopter kandidera vilket sågs som bevis för partiets strävan efter nationell sammanhållning och sekularism. Efter mordet på Sudans generalguvernör Lee Stack 1924 tvingades Zaghlul att avgå, den brittiske högkommissarien Edmund Allenby ville straffa egyptierna och gav Wafdpartiet ett ultimatum som det inte kunde gå med på. I parlamentsvalen 1925, 1926 och 1929 gick Wafdpartiet från att ha lidit stort nederlag till att i princip fullständigt dominera den lagstiftande församlingen.
Efter att Saad Zaghlul avled 1927 blev hans hustru Safiya Zaghlul, som också ledde partiets kvinnoavdelning, de facto partiledare medan en permanent sådan skulle väljas. Ny partiledare blev slutligen Mustafa an-Nahhas Pascha som också blev regeringschef 1928 och omvaldes efter 1929 års parlamentsval. Det instabila parlamentariska systemet, kungahusets regelbundna inblandning i politiken samt Storbritanniens fortsatta kontroll över landet ledde dock till att Wafdpartiet trots sitt överlägsna folkliga stöd i själva verket sällan fick sitta vid regeringsmakten särskilt länge och fick mycket svårt att driva igenom sin politik. Man försummade också mobiliseringen av unga egyptier vilket ledde till ett försprång för bland annat det konservativa Muslimska brödraskapet, som satsade konsekvent på just ungdomar och vann deras förtroende. Även arbetarklassen prioriterades lågt trots de umbäranden som drabbade den efter den stora depressionen och bomullskrisen som slog hårt mot Egyptens export på 1920-talet.

### Minskat stöd och partiets upplösning
Wafdpartiet var fortfarande Egyptens klart mest populära parti under 1930-talet. När partiet gav sitt officiella stöd till det anglo-egyptiska fördraget 1936 väckte det emellertid stor vrede hos många egyptiska nationalister och underminerade bilden av Wafd som de nationalistiska självständighetsivrarnas samlande kraft. Studentdemonstrationer mot fördraget ledde till att det åldrande partiledarskapet gjorde ett försök att kapitalisera på ilskan genom att bilda en uniformerad ungdomsavdelning, blåskjortorna, som med våldsamma metoder försökte tysta partiets växande antal kritiker. Sommaren 1937 vände sig ledarskapet dock mot ungdomsgrenen, som de ansåg hade blivit allt för militant, och inskränkte deras befogenheter i partiet varpå inga nya försök gjordes att samla stöd från unga egyptier.
För att samla egyptiskt stöd för Storbritanniens krigsinsats under andra världskriget valde britterna att försöka utnyttja partiets ledande ställning. Istället för att som förut motarbeta det tvingade britterna, genom att den 4 februari 1942 omringa Abdeenpalatset i Kairo med stridsvagnar, kung Faruk att avskeda den sittande premiärministern Hussein Sirri Pascha och istället utse Wafds ledare Mustafa an-Nahhas till ny regeringschef. I parlamentsvalet i mars 1942, som bojkottades av större delen av oppositionen, vann Wafdpartiet 240 av 264 mandat i deputeradekammaren. De folkliga sympatierna för partiet, som nu samarbetade på högsta nivå med britterna, började på allvar att urholkas bland civilbefolkningen liksom Egyptens armé. Dessutom ansågs Mustafa an-Nahhas regering, som bara hann sitta till 1944 innan även den avskedades av kungen, av många egyptier vara osedvanligt korrupt. Efter militärkuppen i Egypten 1952 upplöstes Wafdpartiet.